# アルテミシニン
アルテミシニン（Artemisinin、アーテミシニンとも）は、抗マラリア活性を有するセスキテルペンラクトンのひとつで、多薬剤耐性をもつ熱帯熱マラリアにも効果的である。古くから漢方薬として利用されていたヨモギ属の植物であるクソニンジン (Artemisia annua) から分離・命名された。この植物の中国名由来から、チンハオス（Qinghaosu、中: 青蒿素）ともよばれる。この種の植物のすべての個体がアルテミシニンを含有するわけではなく、特定の条件下においてのみ生成される。
天然由来としては珍しいペルオキシド化合物（環状構造の中に含まれるエンドペルオキシド構造）であり、この部分が薬効の元であることが判明している（ペルオキシド部分を還元すると薬効は消滅する）。ただし、現時点では薬効のメカニズムについては諸説ある。

## 歴史
ヨモギ属植物は、漢方薬として、千年以上前から皮膚病やマラリアなどさまざまな病気の治療に用いられてきた。1960年代にベトナム戦争に出兵して多数のマラリア患者を出した中国人民解放軍により、マラリア治療薬の調査がおこなわれ、屠呦呦らが率いるチームによって、1972年にクソニンジン（黄花蒿）の葉からアルテミシニンが発見された。この物質は中国語で青蒿素（チンハオスー）と名づけられた（ただし青蒿は A. carvifolia であり、黄花蒿とは種が異なる）。マラリアの治療に用いられる200種類以上の漢方薬が試験され、これが唯一マラリアに効果的な物質であった。
中国の医学雑誌に実験結果が報告されるまでの約10年間は、アルテミシニンが世界的に広く知られることはなかった。かつて、中国人によってマラリアの治療に関する非現実的な報告がなされたこともあり、この報告は、最初は懐疑的な目で見られていた。さらに、アルテミシニン、特にその過酸化物の化学構造はきわめて不安定であり、治療薬としての実用化はきわめて困難であった。
長年の間、精製された薬剤と抽出のもととなった植物は、中華人民共和国政府によってアクセスが制限されていた。しかし、実際にはクソニンジンはアメリカ合衆国ワシントンD.C.のポトマック川なども含め世界中のいたるところに生育している植物である。
発見者の屠は、抗寄生虫薬イベルメクチンの発見者であるウィリアム・C・キャンベル、大村智と共に2015年のノーベル生理学・医学賞を受賞した。
また近年では、誘導体のアルテスネートをサリドマイドなどと併用してがん治療を試みる研究も行われている。
日本では、日本医療研究開発機構の「熱帯病治療薬研究班」が2002年からアルテミシニン誘導体アルテメテルをルメファントリンとの配合錠として輸入し、研究班に所属する医療機関で使用していた。その後熱帯病治療薬研究班からの要望書に基づき、厚労省の「医療上の必要性が高い未承認薬・適応外薬検討会議」での評価を経て、2016年12月に承認、2017年より抗マラリア治療薬「リアメット」（ノバルティス）として薬価収載され、販売されている。

## 作用機序
アルテミシニンがもつエンドペルオキシド架橋（-C-O-O-C-）は、ヘム鉄依存的に開裂して反応性の高い炭素中心ラジカルを生じ、マラリア原虫の生存に必要な様々なタンパク質、脂質、核酸を損傷することで抗原虫作用を示す。マラリア原虫は赤血球内発育（intraerythrocytic development）の際、栄養源としてアミノ酸を獲得する目的でヘムタンパク質であるヘモグロビンを取り込み、食胞内で分解する。一方、マラリア原虫自身もミトコンドリア、アピコプラスト、細胞質にかけてヘム生合成系を有する。このため赤血球内のマラリア原虫では食胞やミトコンドリアにヘムが豊富であり、このヘムがアルテミシニン活性化に必要な第一鉄Fe2+の主たる供給源としてはたらくため、アルテミシニンはマラリア原虫に高い選択毒性を発揮すると考えられる。
また、ヘムの取り込みに関与するKelch13やその関連因子、またはヘモグロビンタンパク質の分解系に特定の変異をもつマラリア原虫では、ヘムの取り込みやヘモグロビン分解活性の低下と引き換えにアルテミシニン誘導体への耐性を獲得することが報告されており、このこともアルテミシニン活性化へのヘムの寄与を支持している。
アルテミシニン自体は水や有機溶媒に難溶であり、効用性には限界があるため、脂溶性のアルテメーター（アルテメテル）や水溶性のアルテスネート（アルテスネイト）といった半合成の薬剤が開発された。これらの薬剤には即効性はあるが薬効の持続時間が短く、単独では再燃が起こり易いため、他の抗マラリア剤との併用療法（artemisinin-based combination therapy、ACT) が推奨される。日本ではアルテメテルが持続性抗マラリア薬ルメファントリン（半減期：3～6日）との合剤として承認されており、熱帯熱マラリアを含むマラリア（主に非重症例）の治療薬として用いられている。ACTの例としては他にもアルテスネイト（坐薬、注射薬。日本では未承認）とメフロキンの併用なども行われている。

## 類縁体
アルテミシニンは水にも油にも溶けにくいため、医薬品としては扱いにくいという問題がある。このため、多数のアルテミシニンの誘導体や類縁体がアルテミシニン系抗マラリア剤として開発されている。
- アルテスネイト（水溶性）
- アルテメテル（アルテメーサー、アルテメーター） （脂溶性）
- アルテモチル
- ジヒドロアルテミシニン (en)
- アルテリン酸
- アルテニモール (en)
- アルテロラン…現在、インドで第Ⅲ相臨床試験が進行中。